# Record de Tunisie du relais 4 × 100 mètres (athlétisme)
Le record de Tunisie du relais 4 × 100 m est actuellement détenu par l'équipe nationale tunisienne chez les hommes, en 41 s 1, et par l'équipe nationale juniors chez les femmes, en 46 s 98.

## Hommes

### Équipe nationale
| Athlètes | Performance | Lieu  | Date            |
|          | 41 s 1      | Izmir | 15 octobre 1971 |

### Club
| Athlètes | Performance | Club                               | Lieu  | Date         |
|          | 42 s 54     | Club sportif de la Garde nationale | Tunis | 30 juin 1996 |

## Femmes

### Équipe nationale juniors
| Athlètes                                                                         | Performance | Lieu  | Date            |
| N. Abid[Quoi ?], S. Dellagi[Quoi ?], A. Ben Hassine[Quoi ?], A. Hamrouni[Quoi ?] | 46 s 98     | Tunis | 24 juillet 1999 |

### Club
| Athlètes | Performance | Club           | Lieu  | Date         |
|          | 48 s 89     | Zitouna Sports | Amman | 22 août 1983 |